# Адамсонс, Миервалдис
Мие́рвалдис А́дамсонс (латыш. Miervaldis Ādamsons; 29 июня 1910 года, Полтава — 23 августа 1946 года, Рига) — офицер латышских формирований СС, гауптштурмфюрер войск СС. Кавалер Рыцарского креста Железного креста.

## Биография

### Довоенная биография
Сын агронома, управляющего имением. После Гражданской войны его семья переехала с Украины в Латвию. Окончил латышскую гимназию (1927). С 1927 изучал теологию в Латвийском университете, членом студенческой корпорации «Lettonia». Бросил учебу и поступил на работу в торговый флот. В середине 1930-х гг., во время пребывания во Франции, вступил во Французский иностранный легион. Участвовал в военных действиях в Марокко и Тунисе; получил звание сержанта. В 1936 г. вернулся в Латвию, работал в отделе информации на Латышском радио. В 1938 поступил в Латышскую национальную армию. Служил в 4-м Валмиерском, затем в 8-м Даугавпилсском пехотных полках. В 1939 вышел в отставку унтер-офицером, работал в сельском хозяйстве; был членом националистической организации.

### Война
После начала войны вступил в латышские добровольческие формирования и принял участие в боях с советскими частями. 10 ноября 1941 года поступил в добровольческие полицейские формирования, служил в 26-м Тукумсском полицейском батальоне, который дислоцировался в Минске; участник антипартизанских операций. При создании Латышского добровольческого легиона СС вступил в него. С 1 апреля 1943 года — офицер 2-го батальона Латышской добровольческой бригады СС, которая действовала на Ленинградском направлении. Отличился в боях на Волхове, где был тяжело ранен в голову.
После того как 15 декабря 1943 года на базе бригады была развернута 19-я (латышская) гренадерская дивизия войск СС, Адамсонс был зачислен в 44-й гренадерский полк войск СС и назначен командиром 6-й роты. С декабря 1944 года сражался в Курляндском котле, вновь был тяжело ранен и частично потерял зрение. Большую часть весны 1945 года провёл в госпиталях в Курляндии.

### После войны
Прямо в госпитале в мае 1945 г. Адамсонс был взят в плен Красной Армией и отправлен в Мурманск, где должен был работать на никелевых шахтах. В конце 1945 года совершил побег, но при попытке перейти советско-финскую границу был схвачен. Признан виновным в измене Родине и приговорён к высшей мере наказания. Расстрелян.
В 1993 г. Высший суд Латвии реабилитировал Адамсонса.

## Звания
- 1 апреля 1943 г. — легион-унтерштурмфюрер СС
- 21 июня 1944 г. — ваффен-оберштурмфюрер СС
- 30 августа 1944 г. — ваффен-гауптштурмфюрер СС

## Награды
- 26 марта 1943 г. — Медаль за зимнюю кампанию на Востоке 1941/42
- 26 марта 1943 г. — Железный крест 2-го класса
- 15 сентября 1943 г. — Черный знак за ранение
- 21 сентября 1943 г. — Железный крест 1-го класса
- 12 апреля 1944 г. — Знак за ранение в серебре
- 25 августа 1944 г. — Пристежка за ближний бой в бронзе
- 1 сентября 1944 г. — Знак за ранение в золоте
- 14 октября 1944 г. — Пехотный штурмовой знак в серебре
- 25 января 1945 г. — Рыцарский крест Железного креста